# Кучерявка звичайна
Кучерявка звичайна (Ulota crispa) — вид мохів порядку прямоволосникальних (Orthotrichales).

## Поширення
Батьківщиною є Європа, Північна Африка, Північна Америка, Азія.
Населяє гілки та стовбури дерев, на Betula; низькі висоти.

## Галерея

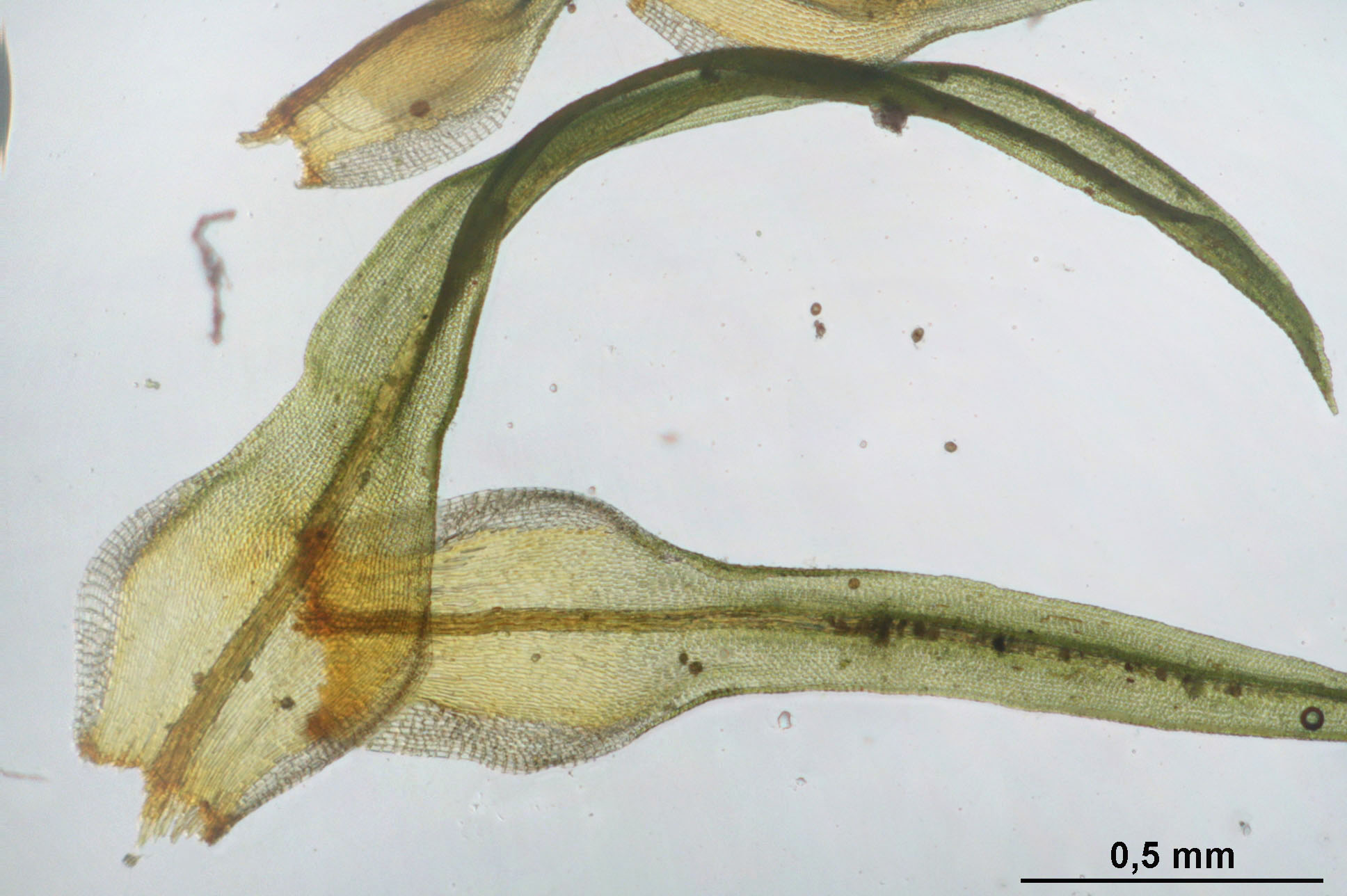
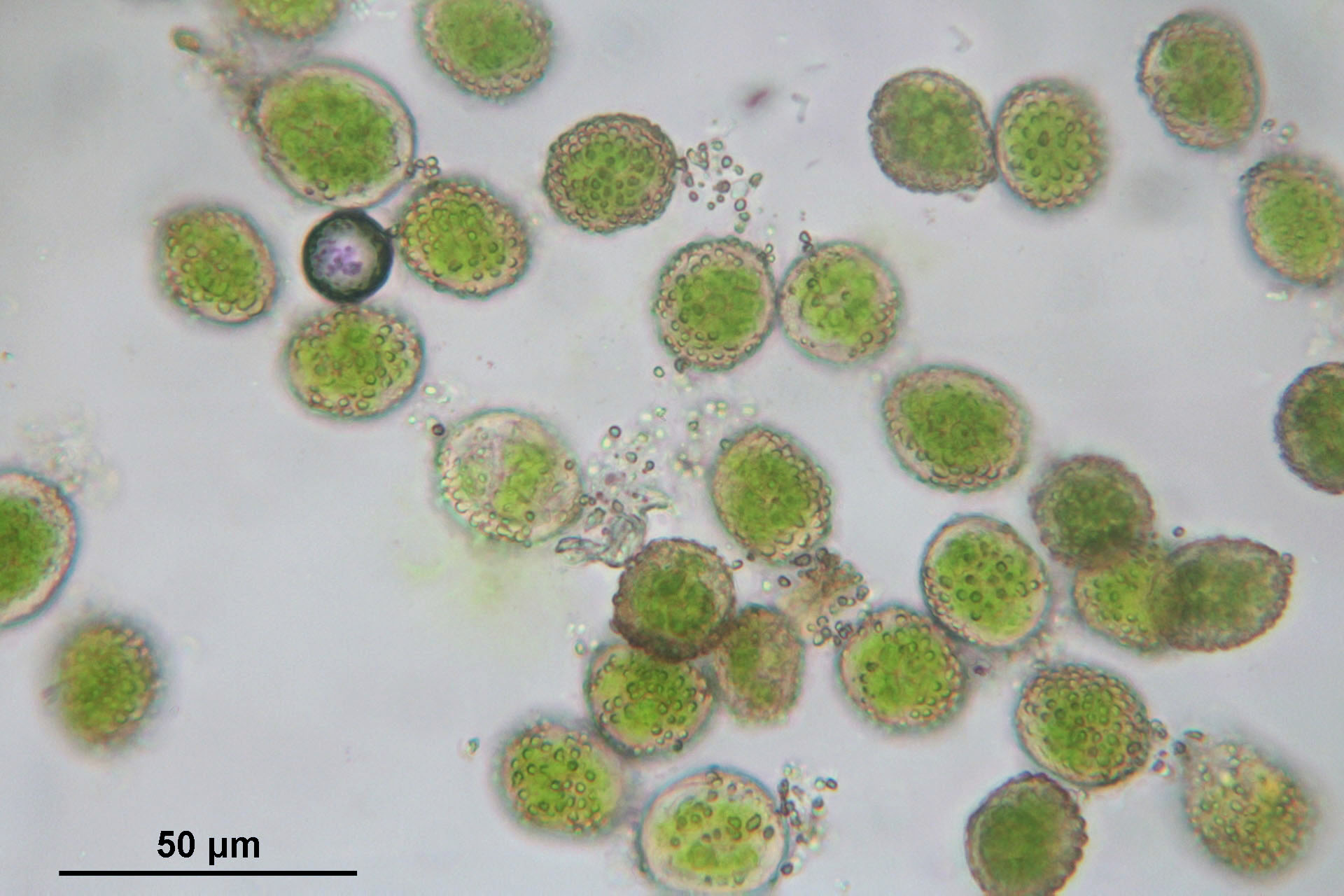

## Характеристика
Рослини до 2.5 см. Стебла прямовисні. Стеблові листки від вузько-ланцетних до лінійно-ланцетних, 1.7–3 мм; основа яйцеподібна; поля від плоских до вигнутих; верхівка гостра. Спеціалізоване нестатеве розмноження відсутнє. Статевий стан автоіктичний. Коробочкові ніжки 1–3 мм. Коробочка від коротко-довгастої до довгастої, 0.8–2 мм, сильно 8-ребриста від 3/4 до всієї довжини, гирло широке, звужене нижче гирла. Спори 23–29 мкм.